# Central Luzon
Central Luzon ist eine philippinische Region, zu der die größte Ebene der Philippinen gehört. Ebenfalls wird in diesem Gebiet der meiste Reis auf den Philippinen produziert.
San Fernando in Pampanga ist das Verwaltungszentrum der Region. Die Provinz Aurora wurde erst später in Central Luzon eingegliedert.

## Geografie
Die nördliche Grenze der Verwaltungsregion stellen die Nachbarregionen Ilocos-Region, Cagayan Valley und Cordillera Administrative Region dar. Die sich auch geografisch wiederfinden lassen, im Nordwesten die Tiefebene des Flusses Agno, im Norden die Cordillera Central und die Caraballo-Berge, im Osten die Philippinensee.
Im westlichen Teil der Region ragt eine breite aber langgezogene Halbinsel in den Ozean, die das Gebirgsmassiv der Zambales-Berge bildet. Dieses Massiv trennt die zentrale Ebene Luzons vom Südchinesischen Meer und bildet die Westfront der Philippinische Kordilleren. Die größte Erhebung dieses Gebirges ist der Berg Tapulao, der ebenso unter dem Namen High Peak bekannt ist und eine Gipfelhöhe von 2037 Meter erreicht. Südöstlich des höchsten Berges liegt der weltweit bekannte Vulkan Pinatubo, dessen Gipfel 1486 m über dem Meeresspiegel liegt. Die südlichen Ausläufer der Zambales-Berge erstrecken sich bis auf die Halbinsel Bataan. Diese wird dominiert von den beiden majestätischen Vulkanen Mariveles und Natib und ragt weit in die Bucht von Manila hinein und bildet so den nordwestlichen Teil dieses großen Meerbusens.
Nördlich und östlich der Bucht von Manila öffnet sich die zentrale Luzon-Ebene, die von großen Flüssen, wie dem Pampanga entwässert wird und deren nördlichen Ausläufer bis an den Golf von Lingayen reicht. Im Zentrum der Ebene erhebt sich der 1030 Meter hohe Schichtvulkan Arayat wie ein Inselberg aus dem flachen Terrain. Südöstlich des erloschenen Vulkans breiten sich die Candaba-Flussmarschen aus. Die Ebene gehört zu den am dichtesten besiedelsten Gebieten der Philippinen und stellt gleichzeitig eines der wichtigsten landwirtschaftlich genutzten Regionen des Landes dar. Die wichtigsten Städte von Central Luzon sind Tarlac City, Angeles City und Cabanatuan City. Der östliche Teil von Central Luzon wird von der Sierra Madre beherrscht, die auch als östliche Kordillere bezeichnet wird. Der höchste Berg in diesem Teil der Sierra Madre ist der 1.187 Meter hohe Berg Oriod. Durch die Errichtung des Angat-Stausees und der Einrichtung des Angat Watershed Forest Reserve in der Sierra Madre, spielt dieser Teil der Region eine wichtige Rolle in der Wasser- und Energieversorgung der Metro Manila. Eine andere große Talsperre ist der Pantabangan-Stausee in der Region. Im Südosten bildet die Grenze zur Nachbarregion Calabrazon und zur Metropolregion Manila den Abschluss der Region.

## Politische Einteilung
| Provinz/Städte | Provinz- hauptstadt | Einwohner (2007) | Fläche (km²) | Bevölkerungsdichte (per km²) |
| -------------- | ------------------- | ---------------- | ------------ | ---------------------------- |
| Aurora         | Baler               | 187.802          | 3.147,32     | 59,67                        |
| Bataan         | Balanga             | 662.153          | 1.372,98     | 482,27                       |
| Bulacan        | Malolos City        | 2.826.926        | 2.796,10     | 1.011,02                     |
| Nueva Ecija    | Palayan City        | 1.853.853        | 5.751,33     | 322,33                       |
| Pampanga       | San Fernando        | 1.911.951        | 2.062,47     | 927,02                       |
| Tarlac         | Tarlac City         | 1.243.449        | 3.053,60     | 407,21                       |
| Zambales       | Iba                 | 493.085          | 3.830,83     | 128,71                       |
|                |                     |                  |              |                              |
| Angeles        | —                   | 263.971          | 62,16        | 4.246,6                      |
| Olongapo       | —                   | 194.260          | 170,30       | 1141,0                       |

### Weitere Städte
- Cabanatuan City, Nueva Ecija
- Gapan City, Nueva Ecija
- Science City of Muñoz, Nueva Ecija
- San Jose City, Nueva Ecija
- San Jose del Monte City, Bulacan

## Nationalparks und Naturschutzgebiete
- Mount-Arayat-Nationalpark
- Bataan-Nationalpark
- Biak-na-Bato-Nationalpark
- Aurora-Memorial-Nationalpark
- Minalungao-Nationalpark
- Subic Watershed Forest Reserve
- Angat Watershed Forest Reserve

## Bedeutende Bauwerke
- Kathedrale von Malolos
- Kernkraftwerk Bataan

## Bedeutende Bildungseinrichtungen
- Central Luzon State University
- Bulacan State University
- Polytechnic University of the Philippines
- Tarlac State University